# آنوریسم عروق کرونر
آنوریسم عروق کرونری اتساع غیرطبیعی بخشی از شریان کرونر است. این اختلال نادر در حدود 0.3-4.9٪ از بیمارانی که تحت آنژیوگرافی عروق کرونر قرار می‌گیرند، رخ می‌دهد.

## علائم و نشانه‌ها
اکثر افرادی که از آنوریسم عروق کرونر رنج می‌برند هیچ علامت خاصی نشان نمی‌دهند. ایجاد عوارض یا بیماری آترواسکلروتیک همزمان شریان کرونر چیزی است که باعث بروز تظاهرات بالینی در بیمار می‌شود. شایع‌ترین عوارض شامل رفلکس کرونری، آمبولیزاسیون دیستال، پارگی آنوریسم، ترومبوز موضعی و فشرده شدن ساختارهای اطراف به دلیل بزرگ شدن گسترده آنوریسم عروق کرونر است.

## علل
علل اکتسابی شامل آترواسکلروز در بزرگسالان، بیماری کاوازاکی در کودکان و کاتتریزاسیون عروق کرونر است. با ابداع استنت‌های شستشو دهنده دارو، موارد بیشتری وجود داشته است که نشان می‌دهد استنت‌ها منجر به آنوریسم عروق کرونر می‌شوند. اگرچه پاتوفیزیولوژی آن به‌طور کامل شناخته نشده است، ممکن است با آنوریسم عروق بزرگتر قابل مقایسه باشد. این شامل اختلال در لایه میانی (مدیا) شریانی، ضعیف شدن دیواره شریان، افزایش فشار دیواره و اتساع آهسته بخش شریان کرونری است.
همچنین می‌تواند مادرزادی نیز باشد. تصور می‌شود عوامل خطر زیر با آنوریسم عروق کرونر مرتبط باشد:
1. ساختار ژنتیکی افراد به ویژه در بیماران مبتلا به آنوریسم مادرزادی عروق کرونر
2. بیماری عروق کرونر (آترواسکلروز)
3. بیماری‌های عروقی و بافت همبند (کاوازاکی و مارفان)
4. دستکاری داخل کرونری منجر به استرس موضعی دیواره (قرار دادن استنت، آنژیوپلاستی، براکی تراپی)
5. پسا-عفونی در نتیجه نفوذ مستقیم به دیواره یا رسوب کمپلکس ایمنی[۸]

## تشخیص
اغلب به‌طور تصادفی در آنژیوگرافی عروق کرونر مشخص می‌شود. روش‌های دیگری مانند اکوکاردیوگرافی، تصویربرداری پرتو مغناطیسی (MRI) و سی‌تی اسکن را می‌توان برای تشخیص آنوریسم عروق کرونر استفاده کرد. اگرچه آنژیوگرافی کرونر همچنان استاندارد طلایی است، اما این روش تهاجمی خطرات مرتبط با خود را به همراه دارد و نسبت به سایر روش‌ها گران‌تر است و در صورت وجود ترومبوس ممکن است اندازه آنوریسم اشتباه محاسبه شود.

## درمان
درمان آنوریسم عروق کرونر شامل مدیریت پزشکی، جراحی و مداخله از راه پوست است. عوامل خطر زمینه ای عروق کرونر باید در بیماران مبتلا به آترواسکلروز بررسی شود و داروهای مناسب با واسطه راهنما باید شروع شود. در افرادی که در معرض خطر آمبولی یا ترومبوز هستند، درمان ضد پلاکتی یا ضد انعقاد باید در نظر گرفته شود.
در بیماران مبتلا به بیماری کاوازاکی، تجویز سریع ایمونوگلوبولین وریدی (IVIG) برای جلوگیری از عوارض آنوریسم عروق کرونر باید انجام شود.

## پیش آگهی
به‌طور کلی، پیش‌بینی خوبی دارد. پیش‌بینی آنوریسم عروق کرونر به قطر آن بستگی دارد. هرچه آنوریسم کوچکتر باشد، پیش‌بینی بهتر است. خطر آسیب ایسکمیک میوکارد و مرگ و میر با آنوریسم‌های کوچکتر کمتر است. آنوریسم با قطر داخلی > ۸ میلی‌متر پیامدهای ضعیف تری دارند، زیرا این آنوریسم‌ها می‌توانند مسدود شوند و با عوارضی مانند آریتمی، انفارکتوس میوکارد یا مرگ ناگهانی همراه باشند.